# Gutemberg (Córdova)
Gutemberg (Córdoba) é uma comuna da província de Córdoba, na Argentina.